# Den vita liljan
Den vita liljan är en historisk roman från 2003 skriven av Elisabet Nemert.

## Handling
På Sicilien år 1460 föds en flicka som bär på en speciell styrka. Hennes namn blir Catherina. Hennes mor känner av denna inneboende styrka, och känner på sig att fadern snabbt kommer att trycka ned den. Medveten om att hon kommer dö i barnsäng ber hon sin svägerska att ta hand om barnet. 
Fosterhemmet är fyllt av kärlek, och Catherina får en lycklig barndom. Hon uppfostras till en sofistikerad renässansdam, men fosterfadern trotsar allmänhetens blickar och åsikter och lär henne även att fäkta och rida. Dock varar ingenting för evigt, och när fosterfadern dör hävdar hennes biologiske far att det är han som bestämmer över henne nu. Han arrangerar ett äktenskap som hon försöker genomlida, men tvingas till slut rymma. Hon förklär sig till man och antar ett påhittat namn, och beger sig sedan till Florens. Hon bor hemma hos sin fostermor.
Väl i Florens får hon pröva sina vingar inom konsten, och träffar då Lorenzo de Medici, stadens viktigaste man, som snart kommer att betyda mycket även för henne.